# Tursunoy Rakhimova
Tursunoy Rakhimova, född 5 juni 1997, är en uzbekisk boxare.

## Karriär
I november 2018 tävlade Rakhimova i bantamvikt vid VM i New Delhi och blev utslagen i åttondelsfinalen av bulgariska Stoyka Petrova. I oktober 2019 tävlade hon i flugvikt vid VM i Ulan-Ude och blev utslagen i åttondelsfinalen av kinesiska Cai Zongju.
Vid OS i Tokyo 2021 blev Rakhimova utslagen i den andra omgången i flugvikt av turkiska Buse Naz Çakıroğlu. I maj 2022 tävlade hon i flugvikt vid VM i Istanbul och blev utslagen i kvartsfinalen av thailändska Jutamas Jitpong.